# 小校经阁
小校经阁又稱八角樓，位於中華人民共和國上海靜安區新闸路1321号（近陝西北路），是上海现存唯一的私家藏书楼。2006年11月被列為靜安區文物保護單位。

## 歷史
小校经阁的主人是中華民国大陸時期的银行家刘晦之。1912年，刘晦之建造了小校经阁，當中有10万册藏书。1935年，刘晦之从银行淡出后，在小校经阁里过起私人收藏家生活。1950年，他把小校经阁的所有藏书和藏品捐给国家。後來小校经阁成為二十几家普通人家的民居。

## 建築
小校经阁為砖混结构，建筑面积214平方米，小校经阁模仿中国传统藏经阁样式。